# 巴尔德瓦卡斯德蒙特霍
巴尔德瓦卡斯德蒙特霍，是西班牙卡斯蒂利亚-莱昂塞戈维亚省的一个市镇。 总面积18平方公里，总人口31人（2001年），人口密度2人/平方公里。